# Fonogenia
La fonogenia è l'insieme delle qualità timbriche, articolatorie ed espressive che rendono gradevole all'udito una determinata voce.
Oltre alle caratteristiche qualitative genetiche, la voce può essere migliorata attraverso alcuni esercizi:
- potenziamento dell'emissione, in cui per dare consistenza alla voce si utilizza la tecnica dell'appoggio vocale;
- conoscenza della dizione attraverso lo studio della scrittura e la pronuncia onomatopeica di una determinata lingua;
- miglioramento funzionale delle intonazioni attraverso la modulazione ed il timbro vocale di una frase, in base al significato ed al contenuto emotivo che si vuole comunicare.

Esistono scuole specializzate, frequentate principalmente per avere sbocchi professionali nella pubblicità, doppiaggio o teatro, mirate al perfezionamento della qualità vocale ed allo studio della fonogenia.
Specialmente nel doppiaggio e nella recitazione al microfono il livello tecnico deve essere eccellente: al di sotto di certi standard di qualità risulta difficile trovare mercato.